# Noumousso
Noumousso är en ort i Burkina Faso.   Den ligger i provinsen Province du Houet och regionen Hauts-Bassins, i den sydvästra delen av landet, 300 km väster om huvudstaden Ouagadougou. Noumousso ligger 315 meter över havet och antalet invånare är 776.
Terrängen runt Noumousso är platt. Runt Noumousso är det ganska glesbefolkat, med 30 invånare per kvadratkilometer.. Det finns inga andra samhällen i närheten.
Omgivningarna runt Noumousso är en mosaik av jordbruksmark och naturlig växtlighet.